# Palotás János (labdarúgó)
Palotás János (1925 –) labdarúgó, fedezet.

## Pályafutása
Az 1945–46-os idényben az Újpesti TE labdarúgója volt és tagja volt a bajnokcsapatnak. 1946 és 1948 között a Goldberger SE, az 1948–49-ben a Soroksár ESE játékosa volt. 1950-es őszi idényben a Textiles csapatával bajnoki ezüstérmet nyert. Az élvonalban összesen 43 mérkőzésen szerepelt és egy gólt szerzett.

## Sikerei, díjai
- Magyar bajnokság
  - bajnok: 1945–46
  - 2.: 1950-ősz